# 줄리오 밀리아초
줄리오 밀리아초(이탈리아어: Giulio Migliaccio, 1981년 6월 23일 ~ )는 이탈리아의 전 축구 선수이다.